# Krzysztof Chodkiewicz
Krzysztof Chodkiewicz herbu własnego (zm. 3 października 1652) – wojewoda wileński od 1642, kasztelan trocki od 1633, koniuszy wielki litewski od 1623, chorąży wielki litewski od 1610, starosta bielicki, bobrujski, grodzieński, krewski, ozarzycki, wiszniewski, rakanciski i tawaryski.
Był synem kasztelana trockiego Hieronima i Anny Tarłówny.
Żonaty był dwukrotnie: z Elżbietą Kiszczanką, z którą miał synów Aleksandra Krzysztofa, Jana Kazimierza i Hieronima Karola i z Zofią z kniaziów Druckich-Horskich Strawińską, z którą dzieci nie miał.
Brał udział w wojnach ze Szwecją, Rosją i Turcją.
Poseł powiatu nowogródzkiego na sejm 1624 roku, poseł powiatu wileńskiego na sejm 1625 roku, poseł powiatu grodzieńskiego w 1628 roku, poseł powiatu mozyrskiego na sejm 1631 roku. Był elektorem Władysława IV Wazy z województwa trockiego w 1632 roku, podpisał jego pacta conventa. Jako poseł na sejm koronacyjny 1633 roku wszedł w skład komisji do wojny z Moskwą i organizacji wojska.
W czasie bezkrólewia 1648 własnym sumptem wystawił piechotę za 20 400 złp, którą to sumę później zwrócił mu sejm.  Był elektorem Jana II Kazimierza Wazy z województwa wileńskiego w 1648 roku, podpisał jego pacta conventa.
Poseł nowogródzki na sejm 1624 roku.
Był pięciokrotnym marszałkiem Trybunału Głównego Wielkiego Księstwa Litewskiego w latach: 1635, 1639, 1643, 1647 i 1651.
W 1627 wdał się w długoletni spór o dobra monasteru Zwiastowania Najświętszej Marii Panny w Supraślu, co spotkało się z naganą króla w 1650.
Na sejmie koronacyjnym 1649 roku wyznaczony z Senatu komisarzem do zapłaty wojsku Wielkiego Księstwa Litewskiego.